# Nikolaj Nikolajevič Voronov
Nikolaj Nikolajevič Voronov (1899 – 1968) byl sovětský vojenský důstojník, hlavní maršál dělostřelectva, velitel dělostřelectva Rudé armády a doktor vojenských věd.

## Vyznamenání
- šest Řádů Lenina
- čtyři Řády rudého praporu
- tři Řády Suvorova 1. třídy
- Řád Říjnové revoluce
- Řád rudé hvězdy